# Meksyk na Zimowych Igrzyskach Olimpijskich 2018
Meksyk na Zimowych Igrzyskach Olimpijskich 2018 – kadra sportowców reprezentujących Meksyk na igrzyskach w 2018 roku w Pjongczangu. Liczyła 4 zawodników (1 kobietę i 3 mężczyzn).

## Skład reprezentacji

### Narciarstwo alpejskie
| Zawodnik                        | Konkurencja   | Zjazd 1. | Zjazd 1. | Zjazd 2. | Zjazd 2. | Suma    | Miejsce |
| Zawodnik                        | Konkurencja   | Czas     | Miejsce  | Czas     | Miejsce  | Suma    | Miejsce |
| ------------------------------- | ------------- | -------- | -------- | -------- | -------- | ------- | ------- |
| Rodolfo Roberto Dickson Sommers | Slalom        | DNF      | DNF      | DNF      | DNF      | DNF     | DNF     |
| Rodolfo Roberto Dickson Sommers | Slalom gigant | 1:17,02  | 55       | 1:16,67  | 47       | 2:33,69 | 48      |
| Sarah Schleper                  | Supergigant   | N/A      | N/A      | N/A      | N/A      | 1:27,93 | 41      |
| Sarah Schleper                  | Slalom gigant | 1:16,80  | 39       | DNF      | DNF      | DNF     | DNF     |

### Biegi narciarskie
| Zawodnik       | Konkurencja       | Czas    | Miejsce |
| -------------- | ----------------- | ------- | ------- |
| German Madrazo | bieg indywidualny | 59:35,4 | 116     |

### Narciarstwo dowolne
| Zawodnik      | Konkurencja | Kwalifikacje | Kwalifikacje | Kwalifikacje | 1/8 finału             | Ćwierćfinał            | Półfinał               | Finał                  | Miejsce końcowe |
| Zawodnik      | Konkurencja | Zjazd 1.     | Zjazd 2.     | Miejsce      | 1/8 finału             | Ćwierćfinał            | Półfinał               | Finał                  | Miejsce końcowe |
| ------------- | ----------- | ------------ | ------------ | ------------ | ---------------------- | ---------------------- | ---------------------- | ---------------------- | --------------- |
| Robert Franco | slopestyle  | 21,60        | 36,00        | 27.          | nie zakwalifikował się | nie zakwalifikował się | nie zakwalifikował się | nie zakwalifikował się | 27.             |